# Bradyville (Virginia Occidental)
Bradyville es un área no incorporada ubicada dentro del Distrito Lincoln, en el condado de Lincoln (Virginia Occidental), Estados Unidos. Está catalogada como un asentamiento humano por la Junta de Nombres Geográficos de los Estados Unidos.
El número de identificación (ID) asignado por el Servicio Geológico de Estados Unidos es 1549608.

## Geografía
Se encuentra a una altitud de 183 metros sobre el nivel del mar (600 pies) según el conjunto de datos de elevación nacional.